# Вауда Канавезе Супериоре (Торино)
Вауда Канавезе Супериоре је насеље у Италији у округу Торино, региону Пијемонт.
Према процени из 2011. у насељу је живело 899 становника. Насеље се налази на надморској висини од 398 м.